# Ibn Warraq
Ibn Warraq est le pseudonyme d'un écrivain américain, qui serait né en 1946 en Inde. Son livre le plus connu, traduit en français, est Pourquoi je ne suis pas musulman.

## Biographie
Ibn Warraq serait né en Inde dans une famille musulmane. Il aurait grandi et aurait été éduqué au Pakistan. Ibn Warraq est un pseudonyme, qui fait référence au penseur et philosophe Warraq (Ibn Warraq, c'est-à-dire fils d'al-Warraq, philosophe ayant vécu au IXe siècle, laïc et universaliste).
Ibn Warraq défend un humanisme laïc universaliste.

## Présentation
Il se présente comme un critique de toutes les religions, mais en particulier de l'islam, qui, d'après lui, pervertissent et étouffent la raison, et sont, de plus, toujours exposées au danger de permettre au pouvoir politique, de les utiliser à son profit. Le pouvoir politique, quelles qu'en soient la nature et la forme, s'il s'empare de la religion à laquelle croient les membres d'une société ou d'une communauté et utilise celle-ci à des fins de gouvernement des hommes, acquiert ainsi une emprise démesurée sur leur esprit. Ce faisant le pouvoir politique, lorsqu'il prend appui sur les croyances les plus profondes et les plus précieuses aux hommes, peut atteindre à une dimension et une puissance extraordinaires.
Cette possibilité, avérée dans les faits, est dénoncée par Ibn Warraq comme constituant un danger pour l'esprit et pour la liberté. Les principes de liberté, de libre jugement, et de la raison induisent que la force de la croyance religieuse ne puisse être politiquement reprise et exploitée par le pouvoir sans aliéner les individus et interdire une société libre et un État de droit.
Son livre Pourquoi je ne suis pas musulman se veut une étude historique et théologique, comprenant l'étude des incidences politiques de l'islam et des civilisations musulmanes. Ibn Warraq soutient une critique, d'un point de vue qui privilégie la raison sur la croyance religieuse, et qui est très sévère à l'égard de l'islam. Selon son étude, ce qu'il considère comme un problème n'est pas seulement l'intégrisme d'une certaine forme de l'islam, mais l'islam lui-même. Taslima Nasreen présente ainsi l'ouvrage de Ibn Warraq : « L'idée maîtresse contenue dans l'argumentation d'Ibn Warraq est énoncée avec force : le problème n'est pas simplement l'intégrisme musulman, mais l'islam lui-même. »
Par ailleurs, l'islam liant la politique et la religion de manière intrinsèque, Warraq estime que cela le place devant la difficulté de se réformer et se transformer. (Voir l'article Droit musulman).
Ibn Warraq écrit : « Le plus nocif des legs de Mahomet est peut-être d'avoir soutenu que le Coran est la parole même de Dieu, vraie à jamais, faisant ainsi obstacle à tout progrès intellectuel et oblitérant tout espoir de liberté de pensée qui seuls permettraient à l'islam d'entrer dans le XXIe siècle. »
Le jihad, comme Warraq le présente, serait prôné par la loi islamique. Warraq explique qu'il n'existe pas de tolérance islamique : « l'islam a conquis par l'épée, et ce faisant il a détruit la chrétienté en Orient et la culture persane séculaire, pillant et brûlant les églises et les temples ; il a dévasté l'Inde et a littéralement mis à sac des milliers de temples hindous. »
Warraq analyse la situation des femmes dans le monde islamique, et affirme que c'est une conséquence logique des principes musulmans, qu'il estime misogynes, dans le Coran, les hadiths, et la charia ».

## Pensée

### Droits de l'homme et théologie musulmane
Ibn Warraq défend les droits de l'homme et la laïcité, d'un point de vue politique occidental moderne, à partir duquel il étudie l'islam, pour en donner une critique aux aspects aussi bien théologique que politique.
À propos des Droits de l'Homme, il rappelle la non-reconnaissance des grands principes de ceux-ci par de nombreux gouvernements de pays islamiques, à commencer par l'interdiction légale de quitter l'islam. L'apostasie est proscrite et punie de mort par la charia.

Il dit dans son livre Pourquoi je ne suis pas musulman :

« Les militants islamistes n'ignorent pas que l'islam est incompatible avec les principes de la Déclaration universelle des droits de l'homme. Ils se sont réunis à Paris en 1981 pour rédiger une Déclaration Islamique des Droits de l'Homme qui occulte toutes les libertés qui contredisent la loi islamique. Plus préoccupant encore est le fait que sous la pression des États musulmans, l'article 18 de la Déclaration des Nations unies a été révisé en novembre 1981. La liberté de religion et le droit de changer de religion ont été supprimés et seul le droit d'avoir une religion fut conservé. »

Ibn Warraq doute donc des capacités internes de l'islam à adopter des principes théologiques qui pourraient davantage convenir à une certaine notion de modernité.

« Même si nous concédons que les musulmans conservateurs ont interprété la charia à leur façon, qu'est-ce qui nous donne le droit de dire que leur interprétation est fausse et que celle des musulmans libéraux est authentique ? Qui peut dire ce qu'est l'islam authentique ? Pour beaucoup de spécialistes, la charia demeure l'essence de la civilisation islamique. En fin de compte, on peut interpréter la charia avec une certaine souplesse, mais elle n'est pas pour autant indéfiniment élastique. »

— Pourquoi je ne suis pas musulman.
Le pouvoir des chefs religieux de l'Iran est aussi dénoncé par Ibn Warraq :

« Il est difficile pour l'Occident d'imaginer le pouvoir qu'exercent les mollahs sur les masses, les poussant à perpétrer les actes les plus vils, au nom de Dieu. Un groupe de musulmans hystériques, manipulés par un mollah, a lapidé un enfant abandonné, au motif qu'il était probablement le fruit d'une union illégitime et donc qu'il ne pouvait pas être toléré. Une autre foule a coupé la main d'un homme parce que le mollah qui la menait avait prétendu que cet homme était un voleur, sans preuve, sans procès, juste sur la parole du mollah. »

— Ib.

### Une critique politique
Sa critique de l'islam est essentiellement politique. Il affirme que la civilisation musulmane a enseigné et permis la conquête de nombreux pays. Ce faisant il met en perspective la position supposée anti-impérialiste de nombreux pays arabes et musulmans. Il pense que l'islam est une religion guerrière ; il voit au cœur de l'islam même un motif de conflictualité dans ses rapports à l'autre.

« Alors qu'on culpabilise tous les Européens avec le colonialisme et l'impérialisme occidentaux [...], l'impérialisme arabe est au contraire présenté comme un objet de fierté pour les musulmans. [...] Personne ne s'avise de faire remarquer que l'islam a colonisé des territoires qui appartenaient à des civilisations anciennes, et que ce faisant, il a écrasé et réduit à néant de nombreuses cultures. »

— Ib.

« L'essor du fascisme et du racisme en Occident est la preuve que tout le monde n'est pas amoureux de la démocratie. Par conséquent, la bataille finale ne sera pas nécessairement entre l'islam et l'Occident mais entre ceux qui attachent du prix à la liberté et ceux qui n'en attachent aucun. »

— Ib.

## Œuvres
- Ibn Warraq, Pourquoi je ne suis pas musulman : essai [« Why I am not a Muslim »], Éditions L'Âge d'Homme, 1er mai 1999, 440 p. (ISBN 2-8251-1259-3, présentation en ligne)
- (en) Ibn Warraq, The Origins of the Koran : Classic Essays on Islam's Holy Book, Prometheus Books, 1er septembre 1998, 411 p. (ISBN 978-1-57392-198-5, présentation en ligne)
- (en) Ibn Warraq, The Quest for the Historical Muhammad, Prometheus Books, 1er mars 2000, 554 p. (ISBN 978-1-57392-787-1, présentation en ligne)
- (en) Ibn Warraq, What the Koran Really Says : Language, Text, and Commentary, Prometheus Books, 1er octobre 2002, 600 p. (ISBN 978-1-57392-945-5, présentation en ligne)
- (en) Ibn Warraq, Leaving Islam : Apostates Speak Out, Prometheus Books, 1er mai 2003, 472 p. (ISBN 978-1-59102-068-4, présentation en ligne)
- (en) Ibn Warraq, Defending the West : A Critique of Edward Said's Orientalism, Amherst (N.Y.), Prometheus Books, 1er août 2007, 556 p. (ISBN 978-1-59102-484-2, présentation en ligne)
- (en) Ibn Warraq, The Legacy of Jihad : Islamic Holy War and the Fate of Non-Muslims, Prometheus Books, 1er mars 2008, 759 p. (ISBN 978-1-59102-602-0, présentation en ligne)
- (en) Ibn Warraq, Legacy of Islamic Antisemitism : From Sacred Texts to Solemn History, Amherst (N.Y.), Prometheus Books, 30 mai 2008, 766 p. (ISBN 978-1-59102-554-2, présentation en ligne)
- (en) Ibn Warraq, Which Koran? : Variants, Manuscripts, Linguistics, Prometheus Books, 31 août 2008, 631 p. (ISBN 978-1-59102-429-3, présentation en ligne)
- (en) Ibn Warraq, Virgins? What Virgins? : And Other Essays, Prometheus Books, 27 avril 2010, 544 p. (ISBN 978-1-61614-170-7, présentation en ligne)
- (en) Ibn Warraq, Why the West is Best : A Muslim Apostate's Defense of Liberal Democracy, Encounter Books, 13 décembre 2011, 286 p. (ISBN 978-1-59403-576-0 et 1-59403-576-8, présentation en ligne)
- (en) Ibn Warraq, Koranic Allusions : The Biblical, Qumranian, and Pre-Islamic Background to the Koran, Prometheus Books, 27 août 2013, 463 p. (ISBN 978-1-61614-759-4, présentation en ligne)
- (en) Ibn Warraq, Sir Walter Scott's Crusades and Other Fantasies, New English Review Press, 13 septembre 2013, 260 p. (ISBN 978-0-9884778-5-8, présentation en ligne)
- (en) Ibn Warraq, Christmas in the Koran : Luxenberg, Syriac, and the Near Eastern and Judeo-Christian Background of Islam, Prometheus Books, 26 août 2014, 805 p. (ISBN 978-1-61614-937-6, présentation en ligne)
- (en) Ibn Warraq, The Islam in Islamic Terrorism : The Importance of Beliefs, Ideas, and Ideology, New English Review Press, 22 mai 2017, 396 p. (ISBN 978-1-943003-08-2, présentation en ligne)

## Travaux similaires d'autres auteurs
- Bertrand Russel (trad. de l'anglais), Pourquoi je ne suis pas chrétien : et autres textes [« Why I Am Not a Christian »], Montréal (Québec)/Arles, Lux, 1927, 206 p. (ISBN 978-2-89596-111-6, présentation en ligne)
- (en) Bertrand Russel, Pourquoi je ne suis pas communiste [« Why I Am Not a Communist »], 1934 (présentation en ligne)
- Abdelwahab Meddeb, Sortir de la malédiction. L'islam entre civilisation et barbarie, Paris, Seuil, 2008, 288 p. (ISBN 978-2-02-096140-0, présentation en ligne)
- Anne-Marie Delcambre, La schizophrénie de l'islam, Desclée de Brouwer, 2006, 257 p. (ISBN 978-2-220-05619-7, présentation en ligne)
- Jean-Paul Roux, Les Ordres d'Allah. Sur l'homme, la société, la famille, la femme…, Desclée de Brouwer, 2006, 138 p. (ISBN 978-2-220-05695-1, présentation en ligne)
- Joseph Fadelle, Le prix à payer, Paris, Les Éditions de l'Œuvre, 2010, 221 p. (ISBN 978-2-35631-060-6, présentation en ligne)